# Heilig Hartbeeld (Ulft)
Het Heilig Hartbeeld is een standbeeld in de Nederlandse plaats Ulft.

## Achtergrond
Het Heilig Hartbeeld is geplaatst bij de Antonius van Paduakerk uit 1914. Het werd gemaakt door Leo Jungblut en gebakken bij het Atelier St. Joris in Beesel. De datering is onduidelijk, Stenvert dateert het rond 1920, de broers Van der Krogt in 1950. Jungblut gebruikte hetzelfde ontwerp tussen 1933 en 1953 voor Beesel, Rucphen en Standdaarbuiten.

## Beschrijving
Het beeld toont een Christusfiguur ten voeten uit, gekleed in een lang gewaad en met wapperende mantel. In zijn naar voren gestoken linker handpalm is de stigmata zichtbaar. Met zijn rechterhand houdt hij het vlammend Heilig Hart voor zijn borst. Het beeld is gemaakt van geglazuurd aardewerk. Het beeld staat op een gemetselde bakstenen sokkel en wordt geflankeerd door lage muurtjes die een halve cirkel vormen. Op de sokkel is een gekroond wapenschild aangebracht, met op het schild het Christusmonogram.

## Afbeeldingen

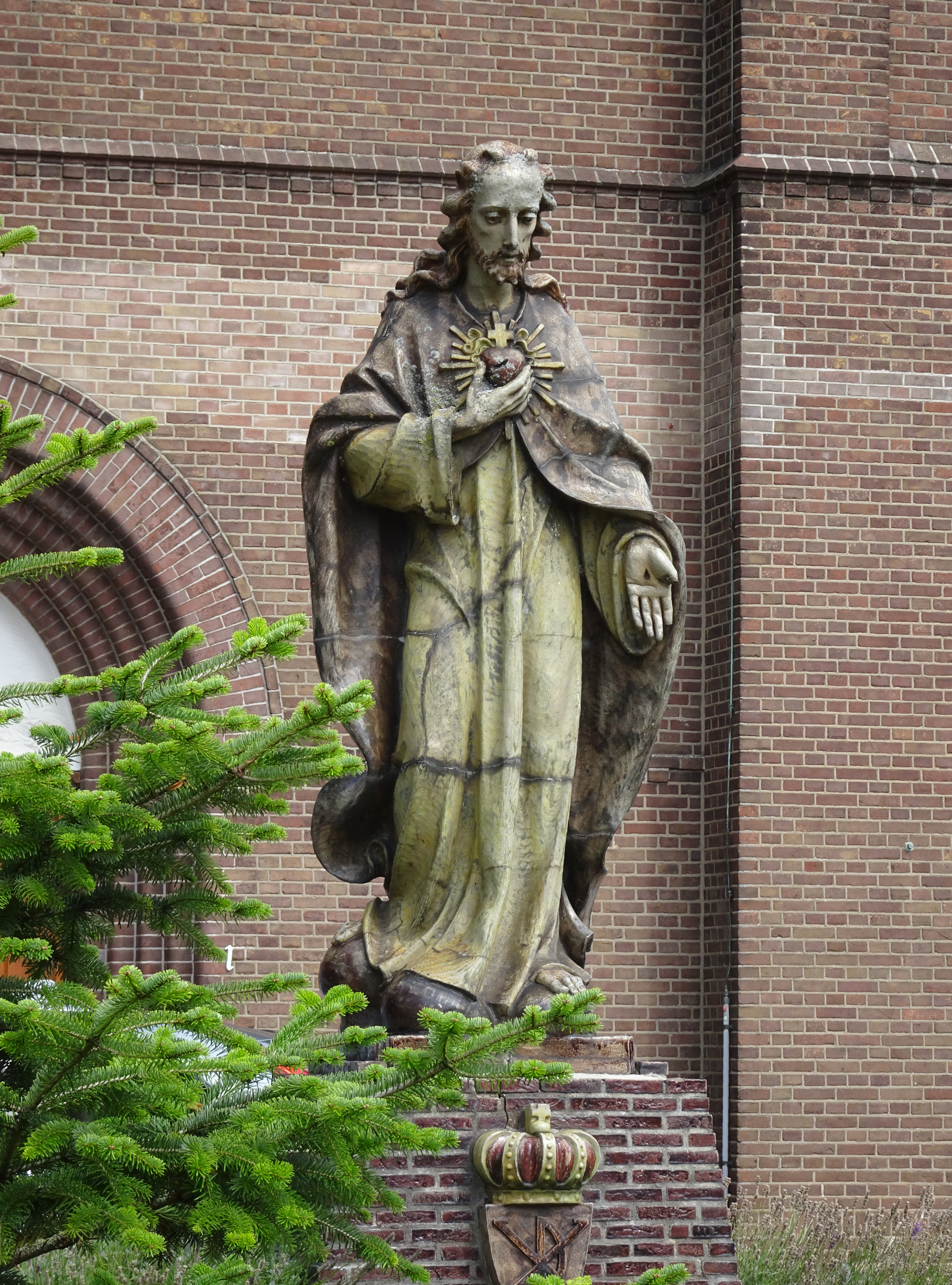
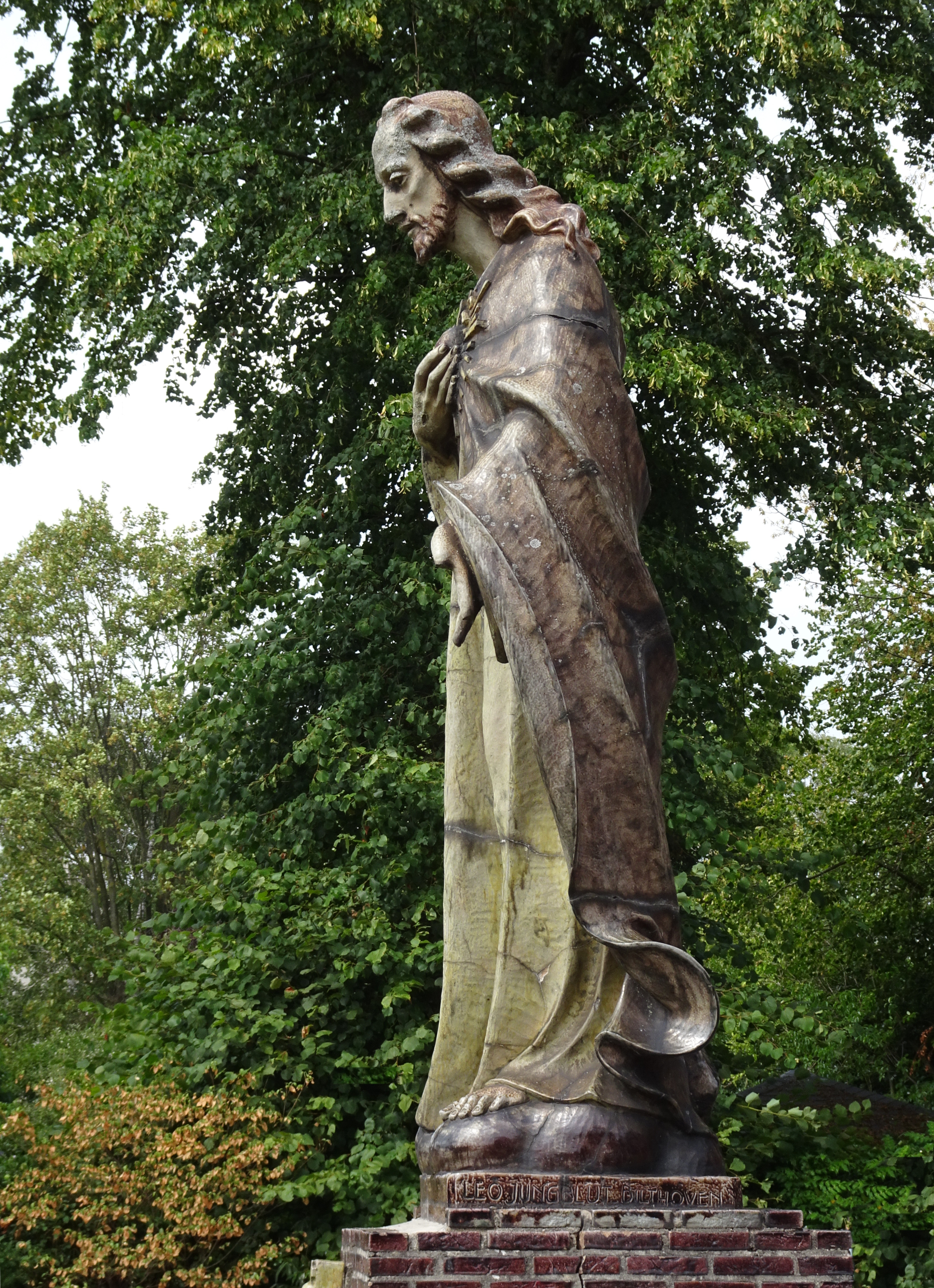
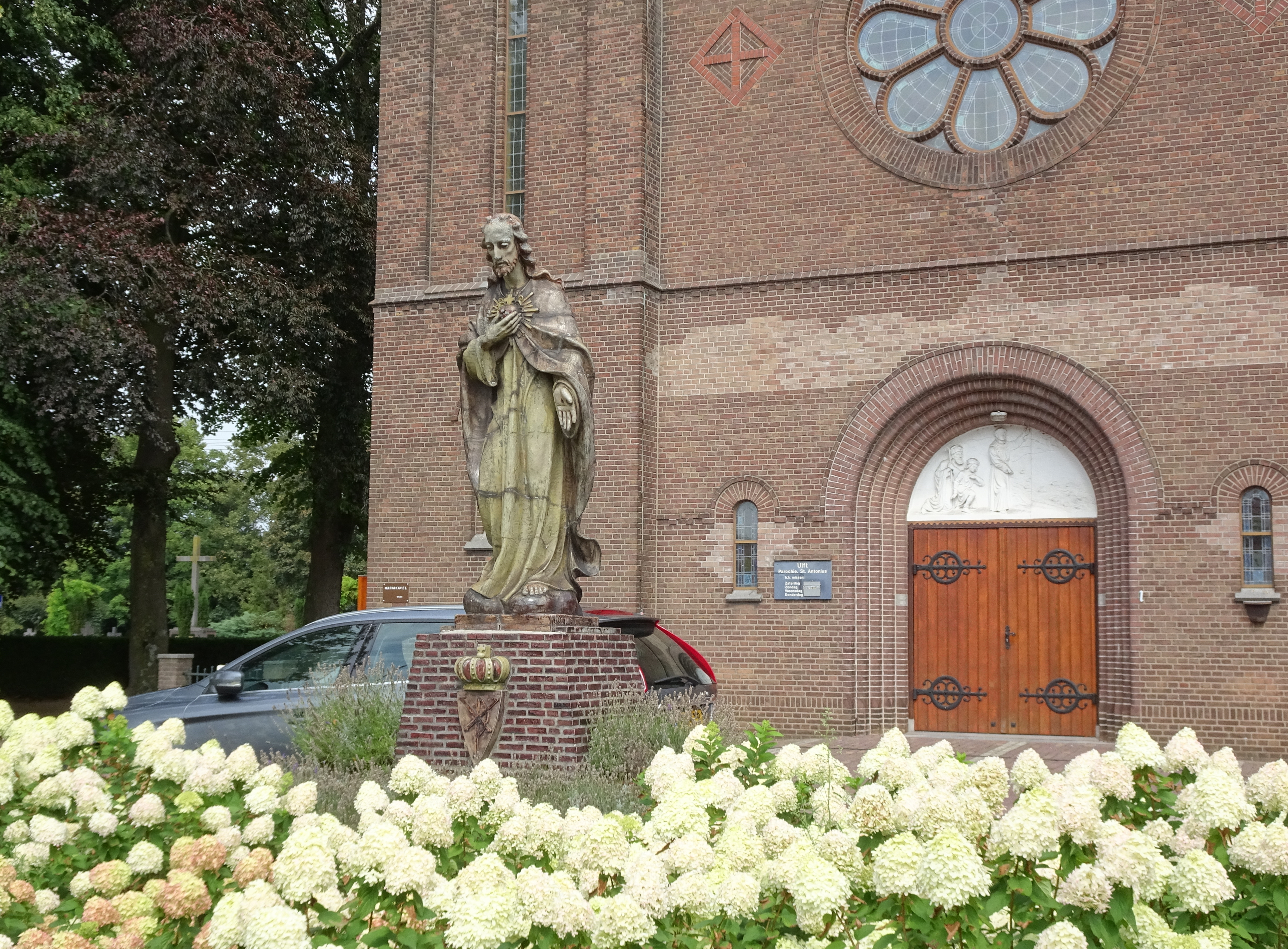